# Яндекс.Аура
Яндекс.Аура — социальная сеть, построенная на алгоритмах искусственного интеллекта «Яндекса», запущена в марте 2019 года, закрыта в августе 2020 года.
Механики «Яндекс.Ауры» были построены на искусственном интеллекте, который подбирал для пользователей группы по интересам, а также по геолокации. Сервис знакомств требовал от пользователя выбрать цель общения (отношения, онлайн-общение, офлайн-активности), для отношений — интерес к мужчинам или женщинам. При регистрации пользователь был обязан указать реальные имя и фамилию и загрузить в качестве юзерпика свою фотографию. В «Ауре» был запрещён контент, который потенциально мог быть неприятен кому-либо из пользователей: жаргон, грубые выражения, низкая лексика, брань, фотографии болезней и травм, некрасивые животные и насекомые и т. д.

## История
«Яндекс.Аура» стала третьим опытом «Яндекса» в области социальных сетей. Ранее в 2007 году компания запустила дневники и блоги на «Я.ру» и приобрела сервис поиска профессиональных контактов и работы «Мой круг». «Я.ру» был закрыт в 2015 году из-за низкого интереса пользователей, второй — продан «Тематическим медиа» в 2016.
Вероятно, разработка «Ауры» началась в 2017 году, о чём свидетельствует таймкод фотографии, опубликованный в «Ауре» одним из сотрудников «Яндекса». Внутреннее тестирование началось в 2018 году, в марте 2019 года «Яндекс» открыл регистрацию в «Ауре» по приглашениям. Изначально сервис был доступен в основном приложении «Яндекса», в дальнейшем появились веб-версия и приложение для Android.
В декабре 2019 года «Аура» была выведена в отдельную компанию «ИИ-Технологии» («Яндекс» — 49 %, основатель и руководитель сервиса Герман Царёв — 48 %, по 1,5 % — Андрей Бабаев и Константин Лех). В марте 2020 года социальная сеть вышла из беты и переехала на отдельный домен aura.top.
В августе 2020 года «Яндекс» объявил о закрытии «Ауры». Официально причины решения не были озвучены, однако в интервью Царёв намекнул на низкую популярность сервиса (85 тысяч регистраций за год) и низкий интерес: пользователи считали его скучным из-за «позитивного» настроя сервиса и жёсткой модерации, которыми «Аура» разительно отличалась от других социальных сетей.